# Syzeton lateralis
Syzeton lateralis es una especie de coleóptero de la familia Aderidae.

## Distribución geográfica
Habita en Victoria (Australia).